# Carbonitrure de titane
Le carbonitrure de titane est une céramique réfractaire de formule générale TiC1−x Nx, où 0 < x < 1, souvent notée Ti(C,N). Il s'agit d'un cristal mixte de carbure de titane TiC et de nitrure de titane TiN. Le matériau distribué commercialement a souvent une stœchiométrie proche d'un mélange équimolaire Ti2CN de ces deux composés. Il allie la très grande dureté du TiC, qui est ultradur, à l'inertie chimique du TiN, qui est ultraréfractaire, en un cermet particulièrement résistant à l'usure des surfaces. Des particules de carbonitrure de titane dans une matrice ductile appropriée donnent un matériau susceptible de surpasser les carbures cémentés WC/Co. En pratique, la composition de ces matériaux peut être fort variable, y compris dans le rapport entre le métal et les deux non-métaux, qui peut ne pas être égal à 1 — une étude de 2018 portait par exemple sur le matériau Ti(C0,6,N0,4)0,8.
Le carbonitrure de titane est souvent utilisé en couche mince notamment pour les revêtements d'outils de tour. Il est possible de le déposer de plusieurs manières :
- par dépôt physique en phase vapeur[6] (PVD) :

4 Ti + N2 + 2 CH4 ⟶ 2 Ti2CN + 4 H2 (ici : 50 % TiC, 50 % TiN) ;
- par dépôt chimique en phase vapeur (CVD), là encore selon plusieurs méthodes[7],[8],[9] :

- Carbonitrure haute température (carbonitrure HT) :

4 TiCl4 + N2 + 2 CH4 + 4 H2 ⟶ 2 Ti2CN + 16 HCl (ici : 50 % TiC, 50 % TiN) ;
- Carbonitrure moyenne température (carbonitrure MT) :

4 TiCl4 + 2 CH3CN + 9 H2 ⟶ 2 Ti2CN + 2 CH4 + 16 HCl (toujours : 50 % TiC, 50 % TiN).
L'avantage du carbonitrure à température modérée est que la couche se développe uniformément en raison du groupe cyanure de l'acétonitrile CH3CN. Seul le carbonitrure 50/50 peut être produit en l'absence d'azote N2. Dans le cas du carbonitrure HT, en revanche, les différentes vitesses de réaction du méthane CH4 et de l'azote jouent un rôle important.